# 우주 전쟁 (2005년 영화)
《우주 전쟁》(영어: War of the Worlds)은 스티븐 스필버그가 감독하고 조시 프리드먼과 데이비드 켑이 각본을 쓴 2005년 미국의 SF 영화이며, H. G. 웰스의 소설 《우주 전쟁》을 기반으로 하고 있다. 또한 2005년에 스필버그의 영화를 포함하여 같은 소설을 기초로 《H. G. Wells' War of the Worlds》,《H.G. Wells' The War of the Worlds》가 상영되었다.
톰 크루즈는 자식들과 사이가 틀어져 따로 사는 이혼한 부두 노동자 레이 페리어 역으로 주연을 맡았다. 이혼한 아내가 며칠 동안 아이들을 돌보도록 그에게 데려다 주었을 즈음에, 외계인들이 침공 당하자, 레이는 아이들을 보호하기 위해 노력하면서 이혼한 부인과 재회하기 위해 보스턴까지 도망간다.
2002년 영화《마이너리티 리포트》 이후 스필버그와 톰 크루즈가 함께한 두 번째 작품이다. 영화는 73일간 촬영되면서, 코네티컷주, 뉴욕주, 캘리포니아주, 버지니아주, 뉴저지주에서 야외촬영뿐 아니라 다섯개의 다른 방음 스튜디오를 사용했다.
미국에서 6월 29일, 영국에서 7월 1일, 대한민국에서 7월 7일에 상영되었다.

## 줄거리
지구에 대한 인간의 지배를 시기하는 고도의 지능을 가진 외계인들이 침략을 계획한다. 이혼한 항만 노동자 레이 페리어는 10살 딸 레이첼과 10대 아들 로비와 별거 중이다. 아이들의 엄마 메리 앤이 보스턴으로 부모님을 방문하러 가기 전, 아이들을 레이의 집으로 데려다 놓는다. 얼마 후, 기이한 천둥 폭풍이 발생하고, 여러 번의 번개가 주변 교차로에 떨어지면서 EMP가 발생, 전자 기기를 즉시 무력화시킨다. 레이는 폭발 지점을 조사하러 갔다가 땅속에서 거대한 "삼각대" 전투 기계가 나타나 에너지 무기로 무차별 공격을 퍼붓는 것을 목격한다.
아이들을 데리고 도망친 레이는 수리된 밴을 빼앗아 메리 앤의 교외 집에 피신한다. 그곳에서 보잉 747기가 추락하는 것을 보게 된다.  레이는 다른 생존자들과 함께 피신하던 중, 삼각대가 세계 주요 도시를 공격했으며 인간의 방어망을 막는 보호막을 가지고 있다는 것을 알게 된다. 또한, 삼각대 조종사들이 번개 폭풍을 타고 지구에 와서 땅속에 묻혀 있던 기계에 들어갔다는 사실도 알게 된다.
레이는 아이들을 데리고 보스턴에 있는 엄마에게 가려 하지만, 혼란 속에서 차를 버리고 페리를 타게 된다. 도중에 미군이 삼각대에 대항하여 반격하지만, 로비는 결국 그 전투에 합류하고, 레이와 레이첼은 피신한다. 얼마 후, 로비는 죽은 것으로 추정된다. 레이와 레이첼은 정신 이상을 겪고 있는 전 구급차 운전사 할란 오길비의 집에서 피신한다. 그곳에서 외계인들이 붉은 식물을 재배하기 시작했다는 것을 알게 된다. 할란은 외계인들이 인간의 혈액과 조직을 수확하는 것을 보고 정신 이상 증세를 보이자 레이는 그를 죽인다. 이후 레이첼이 삼각대에 납치되고, 레이는 삼각대에 잠입하여 수류탄으로 파괴한다.
레이와 레이첼은 보스턴에 도착하고, 외계 식물이 시들고 삼각대가 쓰러지는 것을 발견한다. 새들이 쓰러진 삼각대에 앉는 것을 보고, 보호막이 무력화되었다는 것을 알아채고 군인들에게 이를 알린다. 군인들은 미사일로 삼각대를 격추하고, 그곳에서 병든 외계인이 죽은 채로 발견된다. 레이와 레이첼은 메리 앤과 살아 돌아온 로비와 재회한다.  
이야기의 마지막에, 해설자는 외계인들이 지구에 사는 수많은 미생물에 취약해서 죽었다고 설명한다.

## 배역
- 톰 크루즈 - 레이 페리어
- 다코타 패닝 - 레이첼 페리어
- 저스틴 채트윈 - 로비 페리어
- 미란다 오토 - 메리 앤 페리어
- 팀 로빈스 - 할런 오길비
- 릭 곤살레스 - 빈센트
- 율 바스케스 - 훌리오
- 레니 베니토 - 매니
- 리사 앤 월터 - 셰릴
- 앤 로빈슨 - 할머니
- 진 배리 - 할아버지
- 데이비드 앨런 배셰이 - 팀
- 로즈 에이브럼스 - 본인
- 커밀리아 세인스 - 뉴스
- 에이미 라이언 - 이웃집 여자
- 대니 호크 - 경관
- 모건 프리먼 - 내레이션
- 디 브래들리 베이커 - 외계인들의 목소리 성우
- 콜럼버스 쇼트 - 군인
- 채닝 테이텀 - 교회 장면의 남자

## 한국판 성우진(SBS)
- 김영선 - 레이 페리어(톰 크루즈)
- 정미숙 - 레이첼 페리어(다코타 패닝)
- 엄상현 - 로비 페리어(저스틴 채트윈)
- 오세홍 - 할란 오길비(팀 로빈스)
- 오길경 - 매리앤 페리어(미란다 오토)
- 김병관 - 해설(모건 프리먼)
- 임성표 - 맨니(레니 베니토)
- 임은정 - 토틀러(에이미 라이언)
- 이장원 - 카메라맨(말론 영) / 레이의 직장 동료(피터 게러티)
- 윤세웅 - 경찰(대니 호치) / 방송 차량 운전자(존 에딘스)
- 박웅선 - 빈센트(릭 곤살레스)
- 이주연 - 프로듀서(카밀라 세인즈) / 방송 앵커(로즈 아브람스)
- 방성준 - 줄리오(율 바스케스)
- 홍진욱 - 팀(데이빗 알란 바쉐)